# Karl Wilhelm von Finckenstein

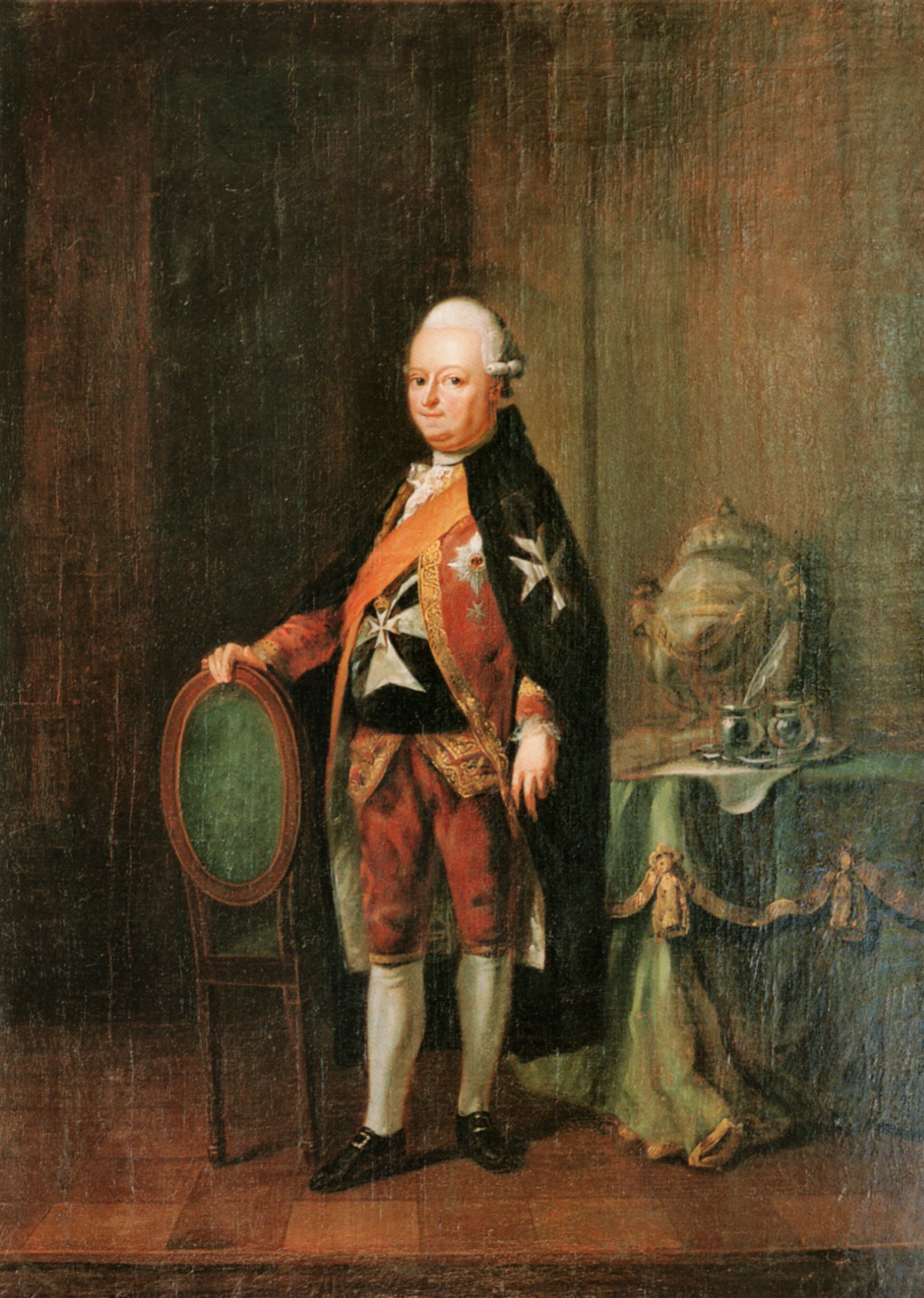
Karl Wilhelm Graf Finck von Finckenstein, Ölgemälde von Heinrich Wilhelm Tischbein, 1777.

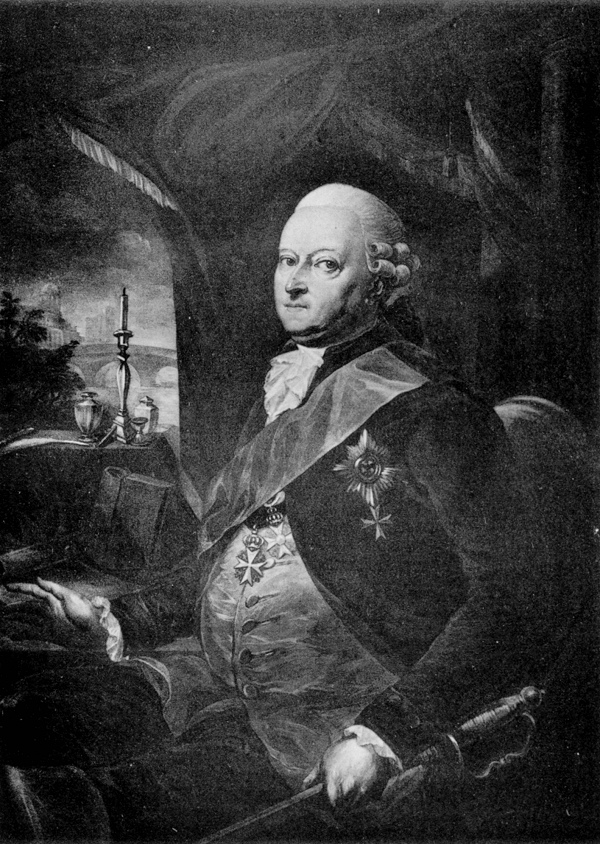
Karl Wilhelm Graf Finck von Finckenstein

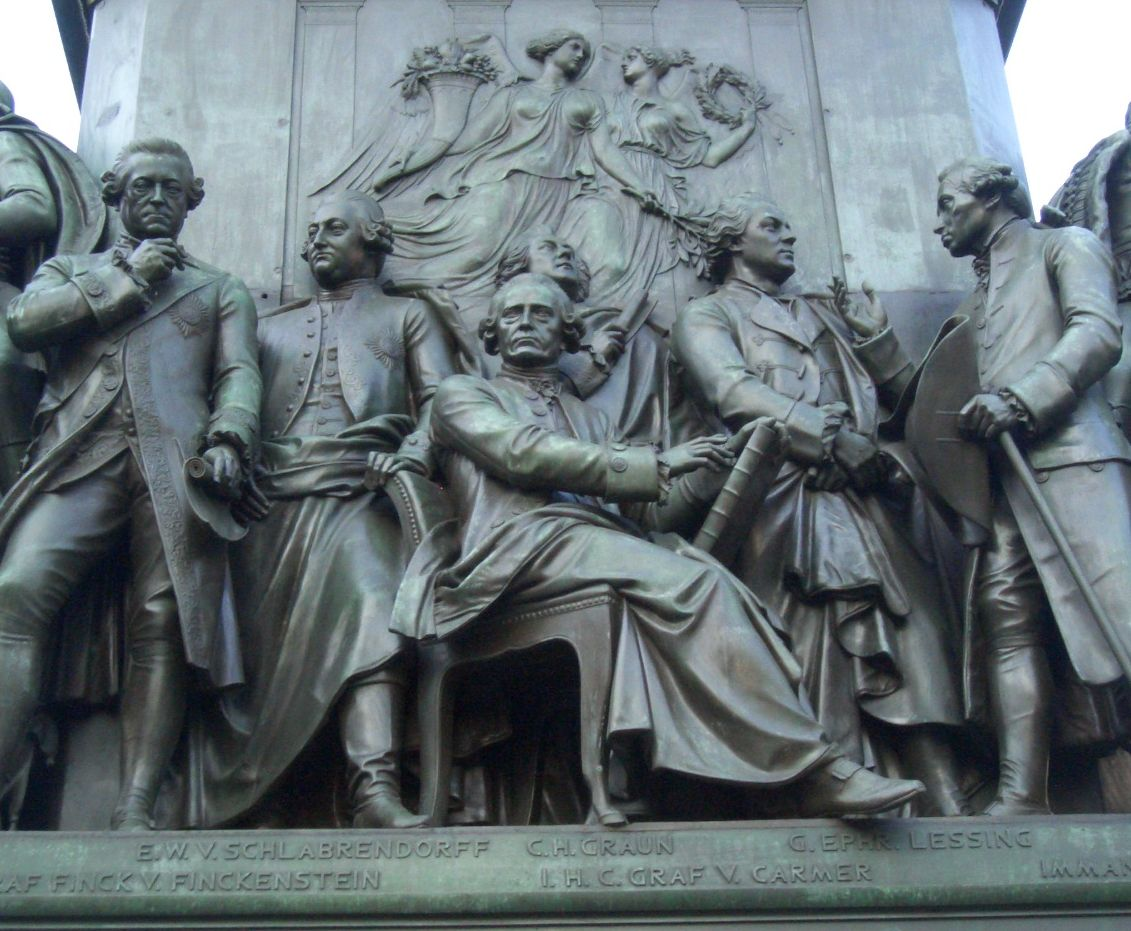
Friedenshelden unter dem Pferdehintern: Karl Wilhelm Graf Finck von Finckenstein, 1. von links,
Reiterstandbild Friedrichs des Großen, Unter den Linden in Berlin

Karl Wilhelm Graf Finck von Finckenstein (* 11. Februar 1714; † 3. Januar 1800) war ein preußischer Minister.

## Leben
Graf Finck von Finckenstein, Sohn des Generalfeldmarschalls und Gouverneurs Albrecht Konrad Finck von Finckenstein des Kronprinzen Friedrich und Vater des Friedrich Ludwig Karl Finck von Finckenstein, studierte in Genf und wurde nach Reisen in Frankreich und Holland 1735 als Legationsrat im preußischen Staatsdienst angestellt und als preußischer Gesandter nach Stockholm geschickt, wo er bis 1740 blieb.
Friedrich der Große, der in seinen Jugendfreund großes Vertrauen setzte, schickte ihn zuerst als Gesandten an den dänischen Hof, 1742 nach England, 1744 wieder nach Stockholm, als seine Schwester Luise Ulrike den König von Schweden heiratete; 1747 erhielt Finck den Titel eines Staatsministers und wurde Gesandter am russischen Hof. Seit 1744 war er Ehrenmitglied der Preußischen Akademie der Wissenschaften.
1749 zum Kabinettsminister ernannt, gehörte Finckenstein fortan zu den vertrautesten Räten des Königs, mit dem derselbe fortwährend, namentlich während des Siebenjährigen Krieges, über alle Angelegenheiten korrespondierte, und den er in den schwierigsten Fällen um Rat fragte. In einer Geheimen Instruktion vom 11. Januar 1757 überantwortete Friedrich II. für den Fall seines Todes oder einer Gefangennahme dem Minister die Staatsgeschäfte.
Vom Tod Heinrich Graf von Podewils’ 1760 bis zum Eintritt Ewald Friedrich von Hertzbergs ins Ministerium 1763 leitete Finckenstein die auswärtigen Angelegenheiten allein. 1762 wurde ihm der Schwarze Adlerorden verliehen. Auch nach 1763 hatte er den vorherrschenden Einfluss beim König; bis zu Friedrichs Tod genoss er die Stellung eines Freundes des Königs und diente auch den folgenden Monarchen Friedrich Wilhelm II. und Friedrich Wilhelm III. und konnte sein 50-jähriges Ministerjubiläum begehen. 1776 wurde er Kommendator des alten Johanniterordens zu Schievelbein.
Nachdem er 53 Jahre Staatsminister gewesen war, starb er, 85 Jahre alt, am 3. Januar 1800.

## Familie
Er war mit Sophie Henriette Susanne Finck von Finckenstein (1723–1762) aus dem Haus Gilgenburg verheiratet. Das Paar hatte 3 Töchter und 3 Söhne, darunter:
- Friedrich Wilhelm (* 6. März 1744; † 11. Februar 1755)
- Friedrich Ludwig Karl (1745–1818), Präsident der Neumärkischen Regierung ⚭ Albertine von Schönburg-Glauchau (1748–1810)
- Elisabeth Amalie Charlotte (1749–1813) ⚭ Alexander Friedrich George Graf von der Schulenburg-Blumenberg (1745; † 16. Mai 1790), preußischer Staatsminister
- Marie Susanne Karoline (1751–1828) ⚭ Otto Carl Friedrich von Voß (1755–1823), preußischer Staatsminister
- Friederike Wilhelmine Henriette (* 14. November 1752 † 23. Dezember 1830) ⚭ August Ludwig von Schierstedt (* 25. September 1746; † 8. November 1831)

## Werke
- Memoire pour justifier la conduite du Roy contre les fausses imputations de la Cour de Saxe. Berlin 1756.
- Rechtfertigung des Betragens Sr. Königlichen Majestät in Preußen gegen die Höchst Deroselben von dem Chur-Sächsischen Hofe gemacht falsche Beschuldigungen. Dasselbe auf Deutsch.
- Das gerechtfertigte Betragen Sr. Königl. Majestät in Preussen gegen die falsche Beschuldigungen des Dreßdenschen Hofes. 1756 (Digitalisat)